# Bernard de Caux
Bernard de Caux, est un frère dominicain et inquisiteur, né à une date et un lieu inconnu, mort à Agen le 26 novembre 1252.

## Biographie
Bernard Gui l'appelle Frater Bernardus de Caucio, inquisitor ac persequtor ac malleus hereticorum (le marteau des hérétiques), vir sanctus et Deo plenus. Il est en effet connu comme inquisiteur des diocèses d'Agen et de Cahors, et enfin de Carcassonne, puis de Toulouse. Il est associé au frère dominicain Jean de Saint-Pierre. Ils se disent inquisitores heretice pravitatis in Agennensi et Caturcensi dyocesi, de Villamuro et de Villalonga archidiaconatibus dyocesis Tholosane, auctoritate apostolica deputati.
L'Inquisition dans le diocèse d'Agen dépendait du tribunal de Toulouse. La recherche et la poursuite des hérétiques albigeois leur ont été confiées en 1242 par leur prieur provincial conformément aux règles établies par le pape Grégoire IX qui a confié aux Dominicains le negotium fidei contra haereticos en 1233. Le comte de Toulouse Raymond VII s'est opposé à cette nomination avec l'appui de l'évêque d'Agen en faisant appel au pape, en prétextant que la poursuite des hérétiques devait se faire sous la direction de l'évêque, selon la procédure normale. Cependant Bernard de Caux et Jean de Saint-Pierre rédigent leurs premiers actes à Agen en 1243 où ils sont présents jusqu'en mars 1244. Ils sont ensuite à Cahors jusqu'en février 1245, puis à Montauban. Ils sont ensuite présents à Toulouse de 1245 à 1248, puis à Carcassonne jusqu'en 1249.
En 1249 il est de retour à Agen car il est chargé de la fondation du couvent des Jacobins comme l'écrit Bernard Gui : fuit fundator precipuus et promotor conventus Agennesis. Les premiers moines dominicains s'installent à Agen à la fin de novembre 1249. Le nouveau comte de Toulouse Alphonse de Poitiers a pris le couvent d'Agen sous sa protection le 12 juin 1251. Il y meurt le 26 ou 27 novembre 1252. Son corps est exhumé pour être enterré dans l'église des Jacobins d'Agen le 26 avril 1281 avec deux autres fondateurs du couvent, le frère Bertrand de Belcastel et le maître Arnaud Bélanger. Son corps ayant été trouvé pratiquement intact, il a été exposé pour que la population agenaise puisse constater ce qui était considéré comme un miracle.

## Les Sentences

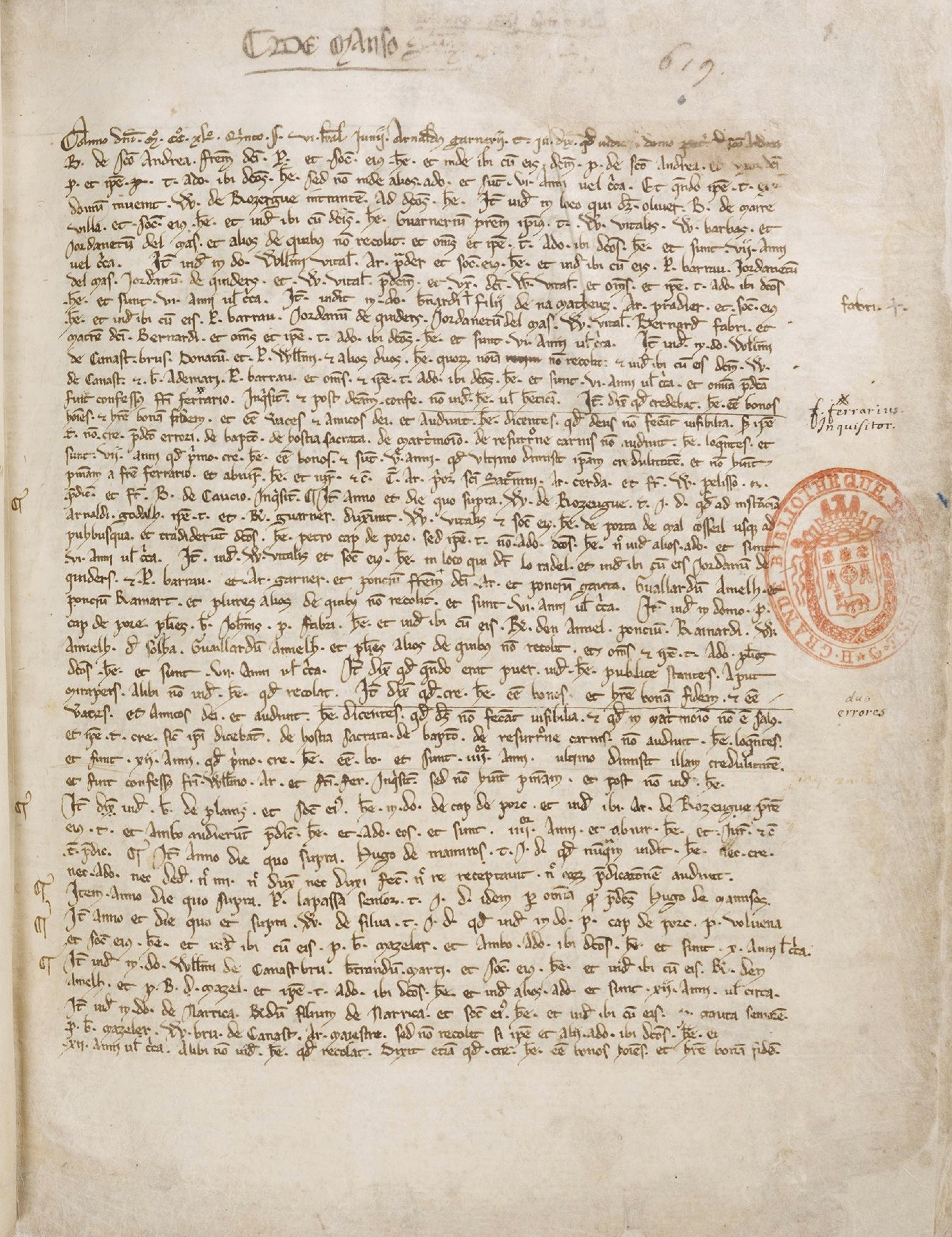
Première page d'interrogatoires de témoins de Bernard de Caux - Interrogations subies par les hérétiques albigensiens devant le frère

Les sentences de Bernard de Caux sont conservées à la Bibliothèque nationale de France et à la bibliothèque de Toulouse.
Bernard de Caux est à l'origine d'une procédure d'interrogatoire se trouvant dans son manuel des inquisiteurs de Carcassonne ou Processus inquisitionis qui a été utilisée pendant un demi-siècle avant d'être remplacée par le Manuel de l'inquisiteur de Bernard Gui. Il énumère les faits :
- avoir vu un ou plusieurs parfaits cathares,
- avoir entendu la prédication, avoir hébergé des parfaits,
- être devenu un hérétique cathare.

Au total, Bernard de Caux et Jean de Saint-Pierre ont interrogé plusieurs milliers de personnes dont il est resté 5 065 transcriptions de leurs interrogatoires. Les études d'Yves Dossat ont montré que les peines d'emprisonnement à vie étaient alors assez rares pendant cette période.